# Горбатюк, Евгений Михайлович
Евге́ний Миха́йлович Горбатю́к (23 октября 1914, Копытинцы — 2 марта 1978) — советский лётчик-ас истребительной авиации и военачальник, Герой Советского Союза (4.03.1942), генерал-полковник авиации (1967). В начале Великой Отечественной войны — командир эскадрильи 28-го истребительного авиационного полка 6-го истребительного авиационного корпуса ПВО Войск противовоздушной обороны страны.

## Молодость и начало военной службы
Родился 23 октября 1914 года в селе Копытинцы в крестьянской семье. Украинец. С 1914 года семья жила в Верхнеднепровске, с 1923 — в Никополе. Окончил школу-семилетку в Никополе в 1929 году, Златопольский сельскохозяйственный техникум в 1933 году. С 1933 года работал секретарём комитета комсомола колхоза имени В. Воровского в Новомиргородском районе, с марта 1935 — председателем рабочего комитета Златопольской машинно-тракторной станции, с октября 1935 — заведующим отдела пионеров Златопольского районного комитета ВЛКСМ.
В Красной Армии с августа 1936 года. В 1938 году окончил 1-ю военную школу лётчиков имени А. Ф. Мясникова. С 1938 года служил лётчиком и командиром звена 23-го истребительного авиаполка ВВС Киевского военного округа (Житомир). С июля 1939 года — адъютант старший эскадрильи 28-го истребительного авиационного полка ПВО. В сентябре 1939 года участвовал в освободительном походе РККА в Западную Украину. В начале июня 1941 года назначен заместителем командира эскадрильи. Член ВКП(б) с 1940 года.

## Великая Отечественная война
С первого дня Великой Отечественной войны — в действующей армии. Утром 22 июня 1941 года уже дрался с немецкими самолётами над Западной Украиной, на следующий день был ранен в воздушном бою, но от отправки в госпиталь отказался. В составе полка воевал на Юго-Западном фронте. Участник приграничного сражения на Западной Украине, Киевской оборонительной операции. В первые дни Великой Отечественной войны сбил 2 немецких самолёта. В октябре 1941 года полк был передан в состав 6-го истребительного авиакорпуса ПВО Московской зоны ПВО, тогда же был назначен исполняющим обязанности командира эскадрильи. Активно участвовал в противовоздушной обороне Москвы от ставших почти ежедневными налётов немецкой авиации. К февралю 1942 года совершил 203 успешных боевых вылета, в 26 воздушных боях сбил 4 самолёта противника, уничтожил значительное количество вражеской боевой техники и живой силы: 5 танков, 2 бронемашины, 40 автомашин, 3 зенитных пулемёта, 2 конные повозки с боеприпасами. Эскадрилья под его командованием провела 48 воздушных боёв и сбила 13 немецких самолётов без своих потерь.
Указом Президиума Верховного Совета СССР «О присвоении звания Героя Советского Союза начальствующему составу войск противовоздушной обороны» от 4 марта 1942 года за «образцовое выполнение боевых заданий командования и проявленные при этом отвагу и геройство» старшему лейтенанту Горбатюку Евгению Михайловичу присвоено звание Героя Советского Союза с вручением ордена Ленина и медали «Золотая Звезда» (№ 665). 
В июле 1943 года назначен заместителем командира 28-го ИАП, который оставался нести службу по воздушному прикрытию Москвы.
В феврале 1944 года майор назначен командиром 63-го гвардейского истребительного авиационного полка (3-я гвардейская истребительная авиационная дивизия). Вверенный Горбатюку авиаполк успешно сражался на 3-м Белорусском и 1-й Прибалтийском фронтах, хорошо проявив себя в Белорусской и Прибалтийской наступательных операциях.
В ноябре 1944 года назначен заместителем, а в декабре 1944 года — временно исполняющим должность командира 3-й гвардейской Брянской Краснознаменной ордена Суворова 2 степени истребительной авиационной дивизии (1-й гвардейский истребительный авиационный корпус). Сначала дивизия сражалась на 2-м Прибалтийском фронте и участвовала в Восточно-Прусской наступательной операции. В марте 1945 года её, как и весь корпус, передали в 16-ю воздушную армию 1-го Белорусского фронта. В её составе истребители авиадивизии активно участвовали в Берлинской наступательной операции, штурме и взятии Берлина. 
В середине марта 1945 года в дивизию прибыл новый командир полковник И. И. Иванов, а подполковник Е. М. Горбатюк вернулся на должность заместителя командира дивизии.
За годы войны воевал на истребителях МиГ-3, И-16, Аэрокобра, Ла-5, Ла-7. Совершил 332 успешных боевых вылета, в том числе 52 — на штурмовку; провёл десятки воздушных боёв. Относительно количества воздушных побед аса в Великой Отечественной войне в литературе и источниках имеются большие противоречия. Так, в итоговом наградном листе за Великую Отечественную войну, подписанном летом 1945 года, указаны 10 личных побед (при этом не упомянуты групповые победы, хотя в предыдущих наградных документах они указывались), эта же информация указана в труде «Великая Отечественная. Комдивы» (но там приведены неверные сведения о количестве боевых вылетов лётчика). По другим данным, одержал действительно 10 побед в воздушных боях, но из их числа 5 личных побед и 5 в составе группы. Согласно воспоминаниям генерала Д. А. Журавлёва, Евгений Горбатюк одержал 19 побед — 11 личных и 8 групповых, эта цифра часто повторяется в публикациях в прессе и в Интернете, но никаких документальных подтверждений её не приводилось. Есть публикации о 10 личных и 9 групповых победах аса.

## Послевоенная служба
После войны продолжал служить в 3-й гвардейской истребительной авиадивизии до ноября 1946 года (дивизия вошла в состав Группы советских оккупационных войск в Германии). В октябре 1947 года назначен на должность командира 129-й истребительной авиадивизии 14-го истребительного авиационного корпуса 1-й воздушной армии Белорусского военного округа. С января 1950 года служил начальником отдела боевой подготовки Управления ВВС Московского военного округа, в октябре 1951 года назначен заместителем командующего ВВС Московского военного округа .
В 1955 году он окончил Высшую военную академию имени К. Е. Ворошилова. С декабря 1955 года командовал 71-м истребительным авиационным корпусом в составе 24-й воздушной армии. С ноября 1956 года — командующий ВВС Южной группы войск, а с июля 1959 года — командующий ВВС Московского военного округа. В 1967 году генерал-лейтенанту авиации Горбатюку Е. М. присвоено воинское звание генерал-полковник авиации. С июня 1971 года — заместитель главнокомандующего ВВС по ВУЗам — начальник военно-учебных заведений ВВС, с января 1977 года — консультант Военно-воздушной академии имени Ю. А. Гагарина. Избирался депутатом Московского городского совета.
Жил в Москве по адресу: улица Георгиу Дежа, дом 5. Умер 2 марта 1978 года. Похоронен в Москве на Новодевичьем кладбище.

## Воинские звания
- лейтенант — 23.08.1938;
- старший лейтенант — 10.12.1941;
- капитан — 13.04.1942;
- майор — 5.12.1943;
- подполковник — 29.05.1944;
- полковник — 20.10.1947;
- генерал-майор авиации — 22.04.1956;
- генерал-лейтенант авиации — 7.05.1960;
- генерал-полковник авиации — 25.10.1967.

## Награды
- Герой Советского Союза (4.03.1942)
- Два ордена Ленина (4.03.1942, 24.11.1966)
- Три ордена Красного Знамени (8.07.1941, 1.08.1945, 30.12.1956)
- Орден Александра Невского (10.07.1944)
- Орден Отечественной войны I степени (1.05.1943)
- Орден Трудового Красного Знамени (16.12.1972)
- Орден Красной Звезды (19.11.1951)
- Орден «За службу Родине в Вооруженных Силах СССР» II степени (21.02.1978)
- Орден «За службу Родине в Вооруженных Силах СССР» III степени (30.04.1975)
- Медаль «За боевые заслуги» (5.11.1946)
- Медаль «В ознаменование 100-летия со дня рождения Владимира Ильича Ленина»
- Медаль «За оборону Москвы»
- Медаль «За взятие Берлина»
- Медаль «За победу над Германией в Великой Отечественной войне 1941—1945 гг.»
- Медаль «20 лет Победы в Великой Отечественной войне 1941—1945 гг.»
- Медаль «30 лет Победы в Великой Отечественной войне 1941—1945 гг.»
- Медаль «Ветеран Вооружённых Сил СССР»
- Медаль «30 лет Советской Армии и Флота»
- Медаль «40 лет Вооружённых Сил СССР»
- Медаль «50 лет Вооружённых Сил СССР»
- Медаль «60 лет Вооружённых Сил СССР»
- Медаль «За безупречную службу» I степени

иностранные награды
- Орден «За заслуги перед Отечеством» в серебре (ГДР, 8.05.1975)
- Орден «9 сентября 1944 года» 3-й степени с мечами (Болгария, 14.09.1974)
- Орден «За боевые заслуги» (Монголия, 6.07.1971)
- Медаль «Победы и Свободы» (Польша, 26.10.1945)
- Медаль «50 лет Монгольской Народной Армии» (Монголия, 1971)
- Медаль «50 лет Монгольской Народной Революции» (Монголия, 1971)
- Медаль «30 лет Победы над фашистской Германией» (Болгария, 1975)